# サンク・ゴッド・イッツ・クリスマス
「サンク・ゴッド・イッツ・クリスマス」 (Thank God It's Christmas) は、イギリスのロックバンド、クイーンのクリスマス・シングルである。ギタリストのブライアン・メイとドラマーのロジャー・テイラーが作曲。
1984年11月26日にリリースされ、シングルはイギリスで、1984年と翌年の1985年にかけて、クリスマスをはさんで6週間チャートにはいり、最高位21位を獲得した。

## 解説
この曲は、どのクイーンのスタジオアルバムにも収録されず、1999年にリリースされたクイーンの『グレイテスト・ヒッツIII 〜フレディー・マーキュリーに捧ぐ〜』と、1995年のアルバム『メイド・イン・ヘヴン』からのシングル『ウインターズ・テイル』のB面にのみ収録されている。しかし、この曲は、2011年にリマスター、リリースされたアルバム『ザ・ワークス』の豪華版のボーナスEPに収録された。
クリスマス・コンピレーションLP『ザ・エッジ・オブ・クリスマス』に収録されているフル12"バージョンには、ドラムイントロがある。

## アルバムの収録
この曲は、いくつかのクリスマス・コンピレーションアルバムに収録されている。これらの1つは、1985年にリリースされ、1989年に廃盤となった『ナウ・ザッツ・ワット・アイ・コール・クリスマス』である。さらに、米国のみのコンピレーションボックスセットで、『クラシック・クイーン』や『クイーン・グレイテスト・ヒッツ』と『クイーン・トークス』と呼ばれるボーナスCD（歌に沿って1989年のインタビューが収録されている）からなる『ザ・クイーン・コレクション』にも収録されている。

## プロモーションビデオ
プロモーションビデオは、テレビの音楽チャンネルで将来使われるのに妨げになるため撮影されなかった。この理由のため、あまり知られていないクリスマスシングルとなっている。
2019年にアニメーションを用いたプロモーションビデオが制作され、YouTubeにて公開された。

## 収録曲

### 7" レコード
EMI / QUEEN 5

| #  | タイトル                                                         | 作詞・作曲  | 時間 |
| -- | ---------------------------------------------------------------- | ----------- | ---- |
| 1. | 「サンク・ゴッド・イッツ・クリスマス」(Thank God It's Christmas) | May, Taylor | 4:22 |

| #  | タイトル                                        | 作詞・作曲 | 時間 |
| -- | ----------------------------------------------- | ---------- | ---- |
| 1. | 「マン・オン・ザ・プラウル」(Man on the Prowl)  | Mercury    | 3:30 |
| 2. | 「愛こそすべて」(Keep Passing the Open Windows) | Mercury    | 5:22 |

### 12" レコード
EMI / 12QUEEN 5

| #  | タイトル                                       | 作詞・作曲  | 時間 |
| -- | ---------------------------------------------- | ----------- | ---- |
| 1. | 「サンク・ゴッド・イッツ・クリスマス」         | May, Taylor | 4:19 |
| 2. | 「マン・オン・ザ・プラウル」(Extended version) | Mercury     | 5:56 |

| #  | タイトル                           | 作詞・作曲 | 時間 |
| -- | ---------------------------------- | ---------- | ---- |
| 1. | 「愛こそすべて」(Extended version) | Mercury    | 6:50 |

## チャート
| チャート (1984年) | ピーク |
| ----------------- | ------ |
| イギリス          | 21     |
| アイルランド      | 8      |
| チャート (1985年) | ピーク |
| オーストリア      | 21     |
| ドイツ            | 57     |

## 担当
- フレディ・マーキュリー - リード・ボーカル、コーラス
- ブライアン・メイ - エレクトリック・ギター、シンセサイザー、コーラス
- ロジャー・テイラー - ドラムス、スレイベル、シンセサイザー、コーラス
- ジョン・ディーコン - ベース